# Canon EOS DCS 3
La Canon EOS DCS 3 è stata la prima DSLR di Kodak basata su Canon, rinominata Kodak EOS DCS-3, messa in commercio nel luglio 1995. 
È stato usato il corpo di una Canon EOS-1N analogica modificata per aggiungere il dorso digitale Kodak NC2000e. Come risultato la fotocamera ha mantenuto la baionetta Canon EF e quindi la piena compatibilità con tutte le lenti EF di Canon finora prodotte. La DCS 3 è stata seguita dalla Canon EOS DCS 1 da 6 megapixel uscita alla fine del 1995 e dalla Canon EOS DCS 5 da 1,5 megapixel.
Il dorso ha 16MB di RAM come memoria buffer, così come un slot per schede PCMCIA e una porta SCSI per il collegamento al computer. Il sensore è in formato più piccolo dell'APS-C infatti presenta un fattore di crop di 1,7x (l'APS-C Canon è 1,6x) e una risoluzione di 1,3 mpx (1268 x 1012 pixel). Manca un monitor LCD sul retro della fotocamera.
Una scheda PCMCIA o una Microdrive da 260 MB può immagazzinare fino a 189 foto con una velocità massima di 2,7 scatti al secondo. La EOS DCS 3 non ha elaborazione interna dei file JPEG che devono quindi essere processati da un computer prima di poter essere utilizzati in qualunque forma. La grande capacità di memoria RAM contribuisce al prezzo elevato della EOS DCS 3 che si aggira intorno ai 2 milioni di yen.
Questo modello è stato sostituito dalla Canon EOS D2000 (rinominata Kodak DCS 520) nel 1998.